# Younis Khan
Mohammad Younis Khan (* 29. November 1971) (Pashto محمد یونس خان, Urdu: محمد یونس خان) ist ein ehemaliger pakistanischer Cricketspieler und ehemaliger Kapitän der pakistanischen Nationalmannschaft in allen drei Spielformaten. Er gilt als einer der größten Batsman, die für Pakistan spielten.

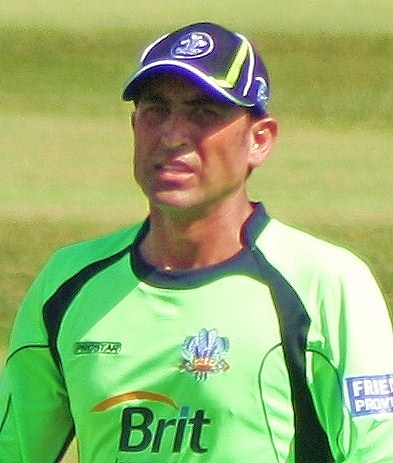
Younis Khan (2010)

## Nationale Karriere
Younis Khan begann seine nationale Karriere in England 2005 und spielte für Nottinghamshire und Yorkshire. Khan war der dritte asiatische Cricketspieler nach Sachin Tendulkar und Yuvraj Singh, der für Yorkshire spielte. Bei seinem Debüt für Yorkshire erzielte er aber nur 4 Runs. Als Spieler für Nottinghamshire erzielte er ein Century und sorgte für einen Sieg gegen Yorkshire. Younis Khan war der erste Spieler für Yorkshire, der eine Century und eine Double Century im selben Match erzielte. Im Bowling erzielte Younis Khan auch gute Werte, aber er konnte die Niederlage gegen Hampshire nicht verhindern. Als Spieler für Kent erzielte Younis Khan erneut ein Double Century. 2010 unterschrieb Younis Khan einen Vertrag bei Surrey. 2008 nahm Younis zum ersten und einzigen Mal auch an der IPL teil.

## Internationale Karriere
Younis Khan gab sein ODI- und Test-Debüt 2000 gegen Sri-lanka. Younis Khan konnte seinen Platz im Nationalteam trotz eines schlechten Abschneidens von Pakistan im Cricket World Cup 2003 erhalten, verlor ihn jedoch nach schlechten Leistungen gegen Bangladesch und Südafrika. Seinen endgültigen Durchbruch im Team hatte Younis Khan, als er gute Leistungen gegen Sri-Lanka, Australien und Indien ablieferte. Younis Khan war 2005 einer von 15 Nominierten für den ICC Test Player of the Year. Khan führte die ICC Test Batsman Rankings 2009 an.

## Ära als ODI Kapitän
Younis Khan führte sein Team als Kapitän zu einem 3-0 in der ODI-Serie gegen die West Indies. Seinen ersten Test als Kapitän absolvierte Khan 2005 auch gegen die West-Indies. Aufgrund dieser Leistungen wurde ihm 2006 die Kapitänsrolle für die ICC Champions Trophy 2006 angeboten, die er jedoch ablehnte. Er wurde trotzdem durch den nationalen Verband PCB zum Kapitän ernannt. Younis Khan führte Pakistan in seinen letzten T20-Matches zum erstmaligen Gewinn der ICC World Twenty20 2009. Im Januar 2009 übernahm er langfristig die Kapitänsbinde in allen drei Spielformen. Im Oktober 2009 trat Younis Khan auf Grund von Vorwürfen der Spielmanipulation zurück.

## Spielstil
Younis Khan gilt als einer der besten Batsman gegen das Spin-Bowling. Sein Markenzeichen ist der Flick. Weiterhin ist Khan ein sehr guter Fielder.